# Август Цеендер
Август Цеендер (нім. August Zehender; 28 квітня 1903, Аален — 11 лютого 1945, Будапешт) — німецький офіцер Ваффен-СС, бригадефюрер СС і генерал-майор Ваффен-СС, кавалер Лицарського хреста Залізного хреста з Дубовим листям.

## Ранні роки
Август Цеендер народився 28 квітня 1903 року в місті Аален. 9 листопада 1935 Цеендер вступив в СС (службове посвідчення № 224 219), а 1 травня 1937 року в НСДАП (партійний квиток № 4 263 133).
9 листопада 1935 року Август поступив на службу в Частини посилення СС зі званням оберштурмфюрера СС і був зарахований в 12-й штурм штандарта СС «Дойчланд». З 1 вересня 1936 року Цеендер був командиром 12-го, з 1 травня 1938 року — 8-го, з червня 1939 року — 4-го штурму штандарта СС «Дойчланд».

## Друга світова війна
Август Цеендер взяв участь у Польській, Французькій кампаніях і в боях на Східному фронті. 20 грудня 1940 призначений командиром 1-го батальйону 11-го полку СС, а в лютому 1941 року — командиром мотоциклетного батальйону СС «Райх». З липня 1941 року був командиром 2-го батальйону моторизованого полку СС «Дойчланд».
18 березня 1942 року під командуванням Цеендера на Східному фронті була сформована бойова група. З 15 квітня 1942 року командував 2-м кавалерійським полком СС в складі кавалерійської бригади СС і до 25 травня 1942 року виконував обов'язки командира бригади. У червні 1942 року полк увійшов до складу 8-ї кавалерійської дивізії СС «Флоріан Гайєр».
15 лютого 1943 Август очолив бойову групу «Z». З 30 березня 1943 був командиром 17-го кавалерійського полку СС «Флоріан Гайєр». 21 квітня 1944 року Цеендер став командиром 22-ї добровольчої кавалерійської дивізії СС «Марія Терезія».
На чолі дивізії взяв участь у важких боях в Будапешті. У лютому 1945 року дивізія була практично повністю знищена радянськими військами в боях під Будапештом, а сам Цеендер 11 лютого 1945 року загинув при спробі прориву.

## Звання
- Гауптштурмфюрер СС (20 квітня 1937)
- Штурмбаннфюрер СС (13 грудня 1940)
- Оберштурмбаннфюрер СС (9 листопада 1942)
- Штандартенфюрер СС (20 квітня 1943)
- Оберфюрер СС (16 жовтня 1944)
- Бригадефюрер СС і генерал-майор Ваффен-СС (15 січня 1945)

## Нагороди
- Німецька імперська відзнака за фізичну підготовку в бронзі
- Спортивний знак СА в золоті
- Почесна шпага рейхсфюрера СС
- Кільце «Мертва голова»
- Залізний хрест (1939)
  - 2-го класу (14 вересня 1939)
  - 1-го класу (18 червня 1940)
- Штурмовий піхотний знак в бронзі
- Нагрудний знак «За поранення»
  - в чорному (червень 1941)
  - в сріблі
- Медаль «За зимову кампанію на Сході 1941/42»
- Німецький хрест в золоті (16 жовтня 1942) як штурмбаннфюрер СС і командир 2-го кавалерійського полку СС
- Медаль «За вислугу років у СС» 4-го і 3-го ступеня (8 років)
- Нагрудний знак ближнього бою
  - в бронзі (1943)
  - в сріблі
- Лицарський хрест Залізного хреста з Дубовим листям
  - Лицарський хрест (10 березня 1943) як оберштурмбаннфюрер СС і командир 2-го кавалерійського полку СС
  - Дубове листя (№ 722) (1 лютого 1945) як бригадефюрер СС і генерал-майор Ваффен-СС і командир 22-ї добровольчої кавалерійської дивізії СС «Марія Терезія»